# 贝尔卡塔尔
贝尔卡塔尔是德国黑森州的一个市镇。总面积19.56平方公里，总人口1643人，其中男性774人，女性869人（2011年12月31日），人口密度84人/平方公里。